# Беларус (газета)
«Белару́с» — газета, издающаяся с 20 сентября 1950 года в Нью-Йорке на белорусском языке Белорусско-американским обществом.
Газета печатает материалы из жизни белорусской эмиграции, аналитические записки о ситуации в Белоруссии, очерки по истории Беларуси, произведения белорусских писателей-эмигрантов, мемуары. Сотрудничали с газетой Арсеньева Н.А., Адамович А.Е., Седуро В.И., Кахановский Я., Кушель Ф., Сакович А. и другие. Издание распространяется в США, Канаде, Великобритании, Австралии, Польше, Белоруссии.

## Главные редакторы
- Леонид Галяк[тарашк.] (1950—1951)
- Михась Колас[тарашк.]
- Станислав Станкевич (1963—1980)
- Янка Запрудник
- Зора Кипель[бел.]
- Бронислав Данилович[бел.]
- Марат Клокоцкий (2002—2010).
- Анна Сурмач[бел.] (с 2010 года)